# Stygocyclopia balearica
Stygocyclopia balearica is een eenoogkreeftjessoort uit de familie van de Pseudocyclopiidae. De wetenschappelijke naam van de soort is voor het eerst geldig gepubliceerd in 1995 door Jaume & Boxshall.